# (7747) Michałowski
(7747) Michałowski (1987 SO) – planetoida z grupy przecinających orbitę Marsa okrążająca Słońce w ciągu 3 lat i 174 dni w średniej odległości 2,29 au. Została odkryta 19 września 1987 roku w Lowell Observatory (Anderson Mesa Station) przez Edwarda Bowella. Nazwa planetoidy została nadana na cześć Tadeusza Michałowskiego (ur. 1954), polskiego astronoma pracującego w obserwatorium Uniwersytetu im. Adama Mickiewicza w Poznaniu.